# دیوید شاو
دیوید شاو (انگلیسی: David E. Shaw؛ زادهٔ ۲۹ مارس ۱۹۵۱) یک مهندس رایانه اهل ایالات متحده آمریکا است.